# Hendrik Jacobus Scholten
Hendrik Jacobus Scholten (Amsterdam, 11 de juliol de 1824 – Heemstede, 29 de maig de 1907) fou un pintor neerlandès del segle xix.

## Biografia
Segons el Rijksbureau voor Kunsthistorische Documentatie (RKD; en català, Institut Neerlandès per a la Història de l'Art), Scholten va ser alumne de Petrus Franciscus Greive i Lambertus Johannes Hansen. El 1852 es va convertir en membre de l'Acadèmia Reial d'Art d'Amsterdam i va ser membre de les societats d'art d'Amsterdam Arti et Amicitiae, Kunstbevorderend Genootschap V.W., and Vereeniging Sint Lucas. El 1872 va esdevenir conservador d'art de la Fundació Teyler, que gestiona la col·lecció d'art del Museu Teyler. Durant el temps que va ocupar el càrrec destaca el catàleg de la col·lecció del museu, que va ser publicat el 1904.
És conegut pels seus dibuixos, il·lustracions i pintures, que inclouen paisatges, escenes florals i pastorals; era un seguidor de Pieter de Hooch a les seves escenes d'interiors. Va pintar unes quantes obres que es van penjar a les galeries del Museu Teyler, així com decoracions de Fundatiehuis, lloc on Teyler va viure i treballar des de 1863 fins a la seva mort. Els seus treballs també es van exposar al Rijksmuseum i al Museu d'Amsterdam. Col·laborà amb les seves il·lustracions al llibre d'història De voornaamste geschiedenissen van Noord-Nederland de Jacob van Lennep. Scholten va ser professor del pintor i escriptor Jacobus van Looy.

## Galeria d'imatges

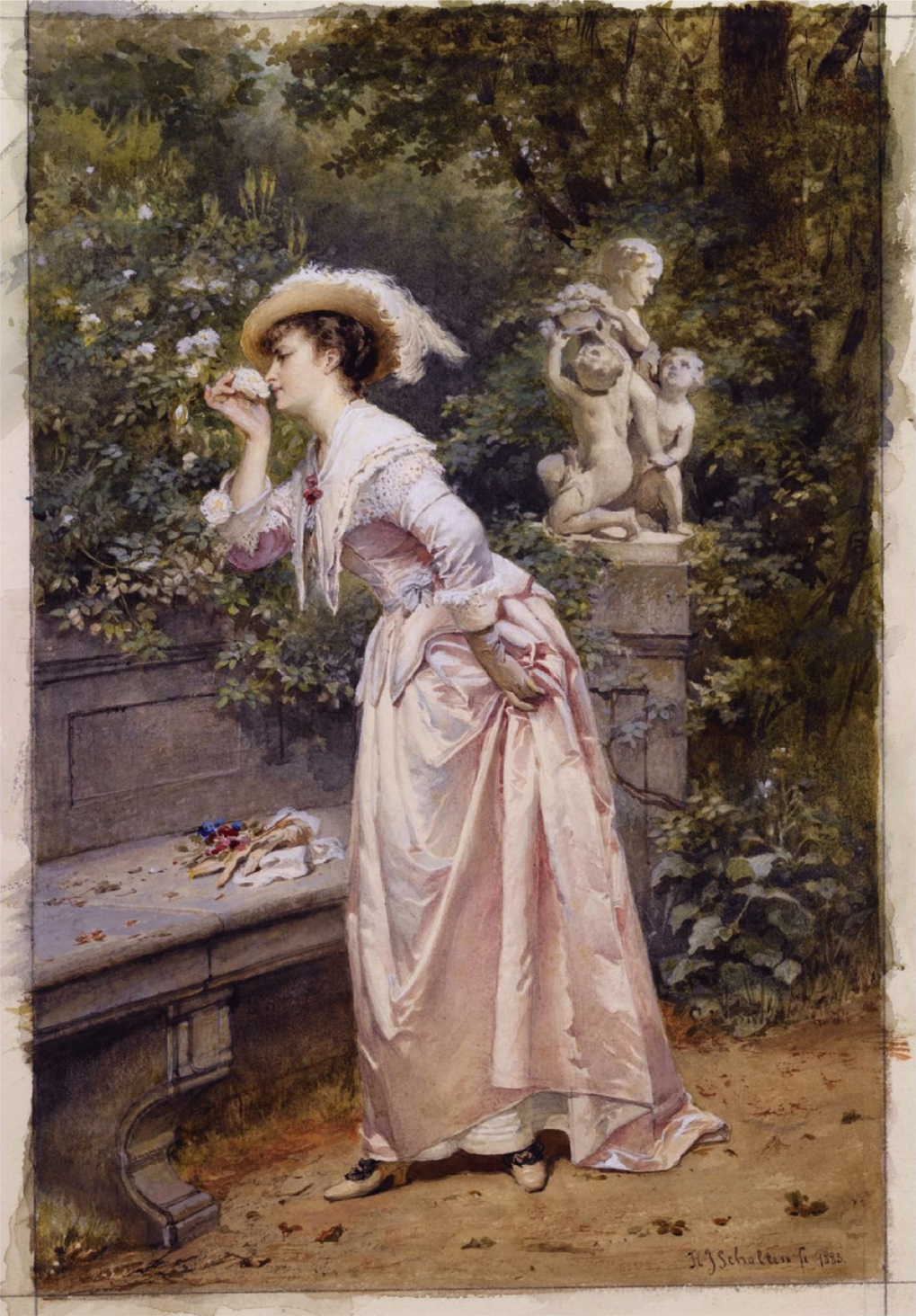
Una dama elegant olorant roses (1883)
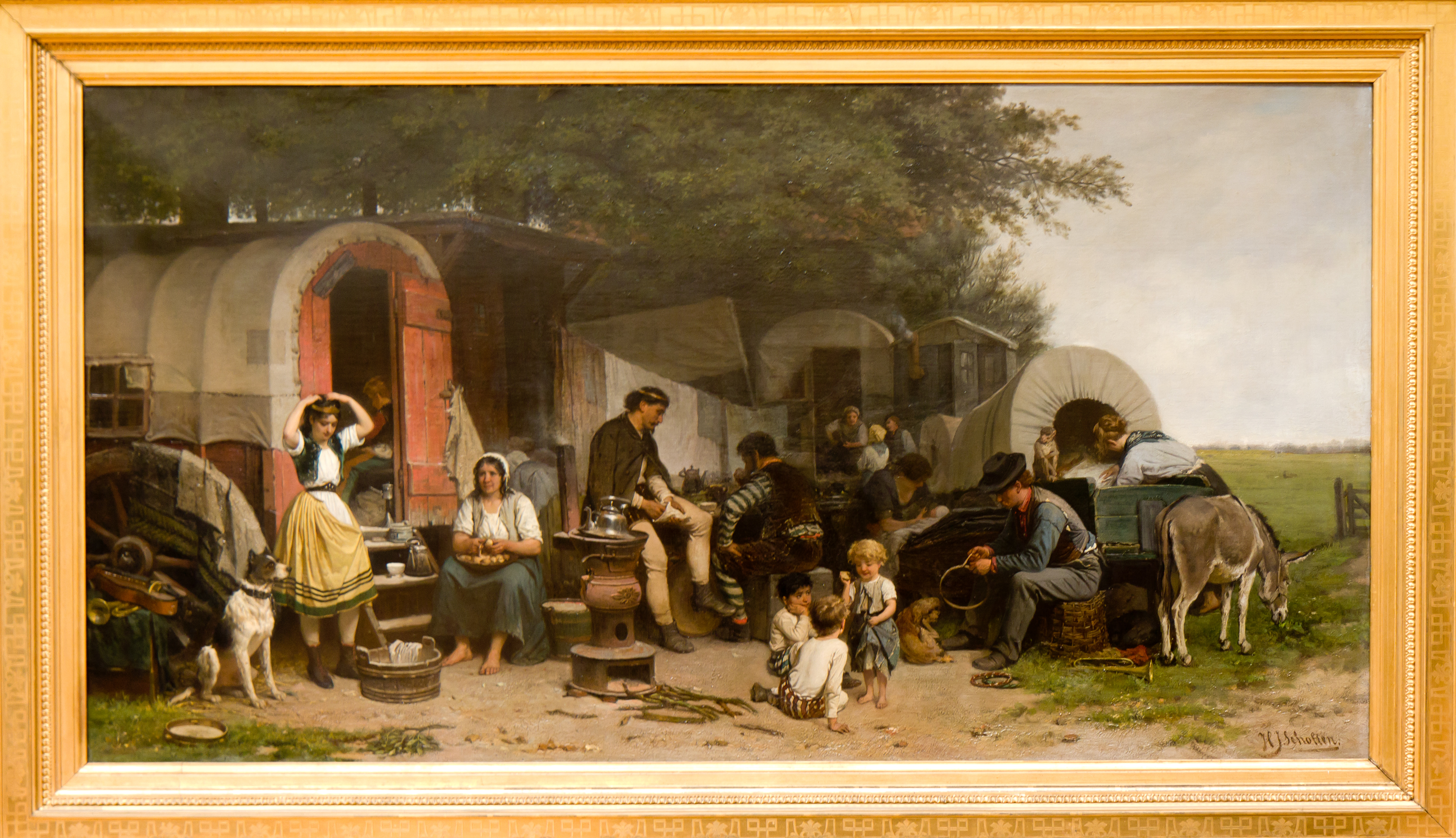
Visitants de la fira (títol original, Kermisgasten; 1870)
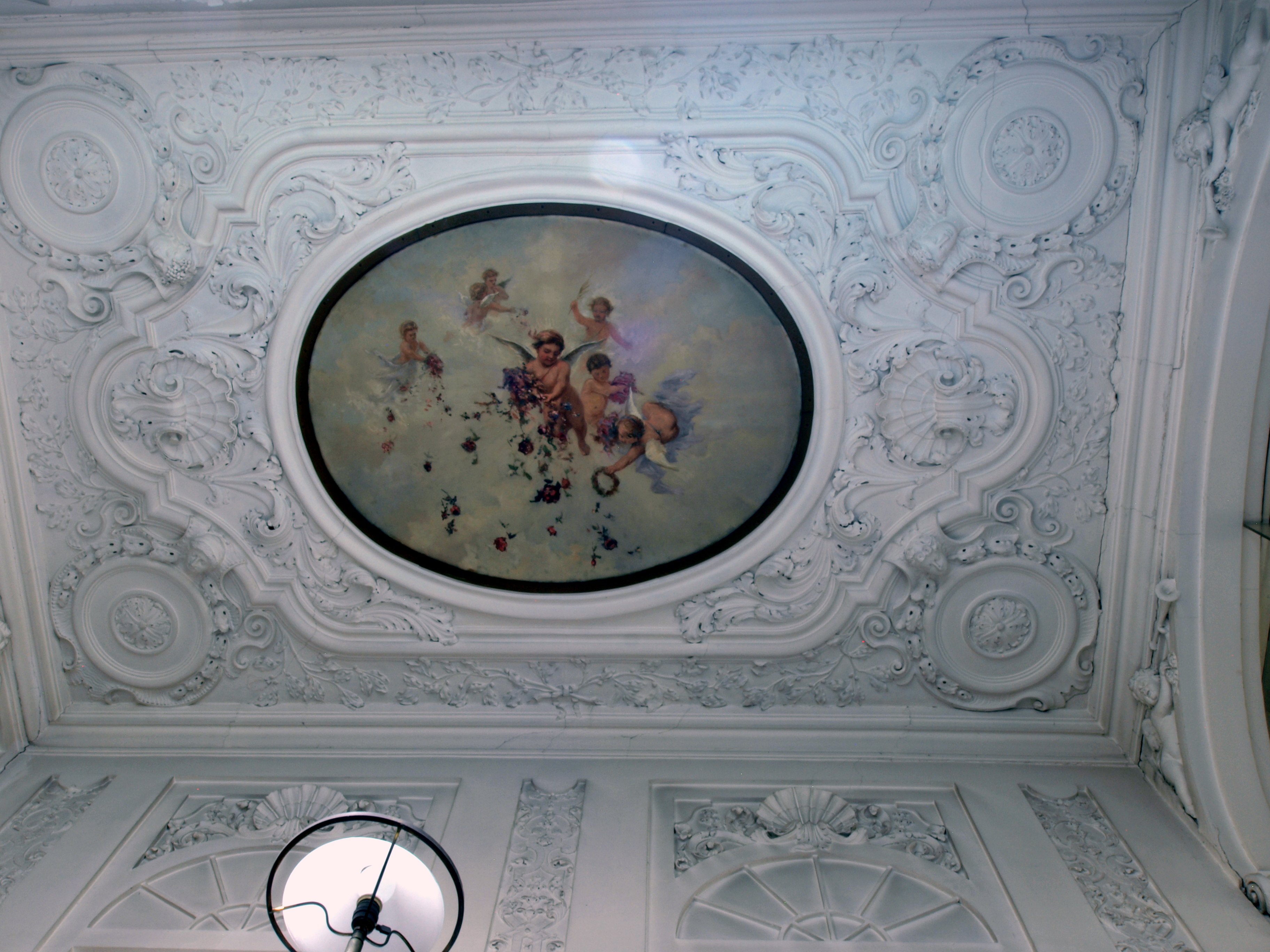
Querubins i flors al sostre de Fundatiehuis (1880 – 1889)